# البهائية في فنلندا
بدأت الديانة البهائية في فنلندا من خلال الاتصال بين المسافرين الإسكندنافيين مع المؤمنين الفرس الأوائل بالديانة البهائية في منتصف إلى أواخر القرن التاسع عشر بينما كانت فنلندا جزءًا سياسيًا من الإمبراطورية الروسية. في أوائل القرن العشرين، طلب عبد البهاء، رئيس الديانة آنذاك، من البهائيين من الولايات المتحدة وكندا أن يعتبروا الدول الاسكندنافية وروسيا من بين الأماكن التي ينبغي للبهائيين أن يتوجهوا إليها. وفي وقت لاحق، بعد أن حصلت فنلندا على استقلالها عن روسيا، بدأ البهائيون بزيارة المنطقة الاسكندنافية في عشرينيات القرن العشرين. بعد فترة من قدوم المزيد من رواد البهائية إلى البلاد، انتشرت الجمعيات الروحية المحلية البهائية في جميع أنحاء فنلندا بينما شكل المجتمع الوطني في النهاية جمعية روحية وطنية بهائية في عام 1962. تشير بعض التقديرات في عام 2004 إلى أن عدد البهائيين في فنلندا بلغ حوالي 500 بهائي بما في ذلك الفائز بجائزة حقوق الإنسان وشخصية تلفزيونية. في عام 2005 كان هناك تقدير بأكثر من 1700 وفقًا لجمعية أرشيفات بيانات الدين (بالاعتماد على الموسوعة المسيحية العالمية).

## التاريخ المبكر
أول ذكر للدين بين الإسكندنافيين حدث في العصر الذي كانت فيه فنلندا متحدة سياسياً مع الإمبراطورية الروسية؛ أول ذكر للباب، الذي يعتبره البهائيون مبشراً لمؤسس الدين، بهاء الله، نُشر في روايات الرحلات الفارسية التي قام بها الإسكندنافيون في عام 1869، وأول ذكر لبهاء الله كان في عام 1896.
قام شوقي أفندي، رئيس الدين آنذاك، بزيارة فنلندا في عام 1926. دخلت جوزفين كروكا، فارسة بهاء الله، فنلندا وفي وقت لاحق، في عام 1938، أصبح القس فينو ريسانن أول بهائي في فنلندا و شُكلت أول جمعية روحية محلية بهائية في فنلندا في هلسنكي في عام 1953. في عام 1955، وصلت فارسة أخرى من فرسان بهاء الله، جريتا جانكو، إلى فنلندا بعد أن اضطرت إلى ترك منصبها الرائد في جزر ماركيساس. خدمت جريتا في كل جمعية روحية محلية في فنلندا خلال الخطة العشرية وكذلك خلال معظم الخطة التسعية. كما أمضت بعضًا من وقتها في لابلاند، وخاصة لتعليم السامي. قامت جريتا بتحرير وإعادة ترجمة أجزاء من الطبعة الفنلندية الثانية لكتاب "بهاء الله والعصر الجديد"، كما قامت بترجمة الطبعات الأولى باللغة الفنلندية لكتاب "مختارات من كتابات بهاء الله"، و"أدعية البهائيين"، و"بعض الأسئلة المجابة"، و"وصية عبد البهاء"، و"دورة بهاء الله". عندما وصلت إلى فنلندا، لم يكن هناك سوى عدد قليل من البهائيين، معظمهم من السيدات المسنات، في منطقة هلسنكي. عندما توفيت في عام 1973، كان هناك ما يقرب من مائة بهائي في جنازتها.

### نمو
في عام 1957، شكلت فنلندا والدنمرك ودول إسكندنافية أخرى جمعية روحية وطنية بهائية إقليمية. في عام 1959، انتقلت فارسة بهاء الله بريجيت هاسلبلات إلى توركو من جزر شيتلاند وتزوجت من ميلتون لوندبليد. بعد أن عاشت هناك لبضع سنوات، انتقلت إلى الولايات المتحدة ولكنها عادت مرة أخرى إلى فنلندا إلى سالو في صيف عام 1984 (في هذه الأثناء، أصبح ابنهما الأول لورانس لوندبليد لاحقًا أحد المؤلفين الأوائل لعميل البريد الإلكتروني باين) خلال الفترة من 1957 إلى 1962، كانت المؤسسات البهائية الفنلندية جزءًا من الجمعية الروحية الوطنية الإقليمية في الدول الاسكندنافية وفنلندا. في عام 1960، قام يد القضية أدلبرت مولشليجل بزيارة فنلندا. في عام 1962، انتخبت السويد وفنلندا والنرويج جمعيتها الروحية الوطنية الخاصة بها. أعضاء الجمعية الوطنية الذين شاركوا في انتخاب بيت العدل الأعظم عام 1963 هم غودرات الله بيداردل، وغريتا صوفيا جانكو بادو، وأميندا جوزفين كروكا، ومظفر نامدار، وجودرون أوفستيجارد، ومايا ليزا رافولا، وسيركا إنكيري سالمي، وميليس كارينا تالفينهايمو، وحبيب الله ذبيهيان. بحلول نهاية عام 1963، كانت هناك تجمعات روحية محلية في هلسنكي، ولاهتي، وتامبيري، وتوركو، ومجموعات من البهائيين في كاريسوفانتو، وبهائيين معزولين في هامينلينا، وكيلو، وكوسكي تالين، وروفانييمي، وفرتسالو. في عام 2019 كان هناك 14 جمعية روحية محلية، وبهائيون يعيشون في 87 منطقة.

## تطوير
بعد هذه الفترة من التطور الداخلي إلى حد كبير، بدأت الديانة البهائية في فنلندا تشارك في التطورات الإقليمية. في سبعينيات وثمانينيات القرن العشرين، ساعد البهائيون الفنلنديون في ترجمة الأدب البهائي إلى اللغات الإستونية والليتوانية واللاتفية. كانت فنلندا من بين المجتمعات الوطنية التي استجابت لاستطلاع رأي حول وضع المرأة في المجتمع والذي جُمع لُخص لبيان عام 1974 المقدم إلى الدورة الخامسة والعشرين للجنة الأمم المتحدة المعنية بوضع المرأة. في منتصف الستينيات في ألاسكا، فكرت أنجلينا جياتشيري في خطة لنشر الدين في جميع أنحاء المنطقة القطبية الشمالية، وحظيت الفكرة بالاهتمام في المؤتمر الدولي للقارات في هلسنكي عام 1976 والذي حضره أيضًا يد القضية أوغو جياتشيري. أصبح روما راسيوليتي بهائيًا أثناء رحلة إلى فنلندا في سبعينيات القرن العشرين، ويُعتبر عمومًا أول بهائي ليتواني في الآونة الأخيرة.

## المشاركات المتنوعة للمجتمع الحديث
منذ نشأتها، كان للدين دور في التنمية الاجتماعية والاقتصادية بدءًا من منح المزيد من الحرية للمرأة، وإعلان تعزيز تعليم الإناث باعتباره اهتمامًا ذا أولوية، وقد عُبر عن هذه المشاركة عمليًا من خلال إنشاء المدارس والتعاونيات الزراعية والعيادات. دخل الدين مرحلة جديدة من النشاط عندما صدرت رسالة من بيت العدل الأعظم بتاريخ 20 أكتوبر 1983. وحث البهائيين على البحث عن طرق متوافقة مع التعاليم البهائية، والتي يمكنهم من خلالها المشاركة في التنمية الاجتماعية والاقتصادية للمجتمعات التي يعيشون فيها. في عام 1979، كان هناك 129 مشروعًا بهائيًا للتنمية الاجتماعية والاقتصادية معترفًا به رسميًا في جميع أنحاء العالم. وبحلول عام 1987، زاد عدد مشاريع التنمية المعترف بها رسميًا إلى 1482. ومنذ ثمانينيات القرن العشرين، نوّع البهائيون في فنلندا مساعيهم بشكل كبير. في أواخر ثمانينيات القرن العشرين، قامت مجموعة من الموسيقيين البهائيين المقيمين في نانتالي بتأليف ألبوم بعنوان Pohjantähti (نجم الشمال) باللغتين الفنلندية والإنجليزية في وقت واحد، سعياً للإبداع الثقافي بدلاً من مجرد ترجمة التفسيرات الأجنبية للدين إلى أغاني. في عام 1990، زار البهائيون الألاسكيون فنلندا كجزء من حملة قطبية لنشر الدين وخاصة بين الشعوب الأصلية. في يناير 1998، قادت الدكتورة سيلفيا آي كارلسون المؤتمر الوطني للمجتمع البهائي الفنلندي في ندوة ليوم كامل حول الأبعاد الأخلاقية لجدول أعمال القرن 21 والتنمية المستدامة من خلال إلقاء المحاضرة الرئيسية بالإضافة إلى إعداد ورش عمل موازية حول فصول مختلفة من جدول أعمال القرن 21 وتلخيص المناقشات. وصلت مكانة الدين البهائي في فنلندا إلى اعتراف وطني عندما أدرجت السلطات التعليمية في فنلندا في عام 1999 دورات تذكر الدين البهائي في مناهج المدارس الابتدائية والثانوية. استمرت هذه العلاقة بين الأحداث الوطنية والمدنية عندما سجل المجتمع البهائي في لابينرانتا في عام 2002 اجتماعه العام الذي يُعقد بانتظام ليوم الدين العالمي. كان هذا النقاش حول موضوع السلام العالمي مع مشاركين من الجماعات المسيحية والمدنية والإسلامية المحلية بناءً على عقد من الجهود. في عام 2003، مُنحت المهاجرة البهائية الإيرانية ميلودي كارفونين جائزة عامل حقوق الإنسان لعام 2003 من قبل الرابطة الفنلندية لحقوق الإنسان. في العام نفسه، شاركت حكومة فنلندا في رعاية قرار للأمم المتحدة، والذي أقرته اللجنة الثالثة للجمعية العامة للأمم المتحدة بأغلبية 73 صوتًا مقابل 49 صوتًا، مع امتناع 50 عضوًا عن التصويت، معربًا عن "قلقه البالغ" إزاء استمرار انتهاكات حقوق الإنسان في إيران، ويشير تحديدًا إلى "استمرار التمييز" ضد البهائيين والأقليات الدينية الأخرى. (انظر اضطهاد البهائيين). ومؤخرًا، في عام 2003، عُرضت مسرحية "الوديان السبعة" لأول مرة في مسرح نانتالي، وراجعها بينتي نارفانين من صحيفة "رانيكوسودون سانومات". واستنادًا إلى عمل يحمل الاسم نفسه لبهاء الله، عُرضت المسرحية منذ ذلك الحين في أماكن أخرى، بما في ذلك لابينرانتا. كان آرام أفلاطوني مُقدّم برنامج حواري تلفزيوني بهائي بعنوان "Härkää Sarvista"، أو "أمسك الثور من قرنيه"، والذي عُرض في فنلندا عام ٢٠٠٧، وشاهده ٢٠٪ من جمهور التلفزيون، بصيغة ركّزت على الاستعانة بلجنة خبراء ومناقشات تعاونية لمحاولة حل مشاكل المشاركين.ومنذ ذلك الحين، أسس آرام منظمةً مستوحاةً من البهائية تُدعى "Gutsy Go"، والتي فازت بأول جائزة "بناة القرن" في فنلندا. تهدف "Gutsy Go" إلى تزويد الشباب الذين يعيشون في الأحياء ذات السمعة السيئة بالأدوات اللازمة لتحسين مجتمعاتهم. وقد حصلت الشركة على جائزة نقدية قدرها ١.٥ مليون يورو لتطوير عملياتها.
ولد هارتموت جروسمان في ألمانيا، وكان محاضرًا ورئيسًا لقسم اللغة الألمانية في معهد تدريب المترجمين في جامعة يوينسو في سافونلينا. وقد خدم في الجمعيات الروحية الوطنية للبهائيين في ألمانيا وفنلندا، وفي المركز التعليمي الدولي، ثم في نهاية المطاف في بيت العدل الأعظم. بعد تقاعده في عام 2008، عاد هو وزوجته أورسولا إلى فنلندا، ثم عادا لاحقًا إلى ألمانيا حيث توفيت أورسولا في عام 2017 وهارتموت في عام 2018/.

### التركيبة السكانية
وفقًا لسجل العضوية الذي تحتفظ به الجمعية الروحية الوطنية في فنلندا، كان هناك 760 بهائيًا يعيشون في فنلندا في عام 2019. كما تتحمل الجمعية الوطنية المسؤولية الإدارية عن 68 بهائيًا يقيمون في منطقة شمال كالوت في السويد والنرويج. في حين لم يُصدر أي إحصاءات رسمية عن أعداد البهائيين، فإن تعداد فنلندا أفاد بأن حوالي 0.9 - 1.2% من السكان متدينون ولكن غير مسيحيين. قدرت الكنيسة الإنجيلية اللوثرية في فنلندا عدد البهائيين في عام 2004 بحوالي 500 نسمة. منظمة عملية العالم، وهي منظمة مسيحية أخرى، تقدر نسبتها بنحو 0.01%، وحوالي 500 بهائي أيضًا، في عام 2003.

## قراءة إضافية
- Aflatuni, Aram (2017). "Baháʼí -usko" (PDF). In Illman, Ruth; Ketola, Kimmo; Latvio, Riitta; Sohlberg, Jussi (eds.). Monien uskontojen ja katsomusten Suomi. Kirkon tutkimuskeskuksen verkkojulkaisuja 48 (بالفنلندية). Kirkon tutkimuskeskus. pp. 191–201. ISBN:978-951-693-359-0.[وصلة مكسورة]

## روابط خارجية
- الموقع الرسمي
- The Nordic Baháʼí Youth Conference

قالب:Religion in Finland